# Королівський ірландський полк (1992)
Королівський ірландський полк (27-й (Інніскіллінгський), 83-й, 87-й і Полк оборони Ольстеру) (англ. Royal Irish Regiment (27th (Inniskilling), 83rd, 87th and The Ulster Defence Regiment)), в тактичних позначеннях R IRISH — піхотний полк Британської армії, сформований у 1992 році в наслідку злиття Королівських ірландських рейнджерів та Полку оборони Ольстеру. Не є правонаступником Королівського ірландського полку, що існував з 1684 по 1922 роки. У списку важливості розташований нижче Королівських валлійців, але вище Парашутного полку.
Королівський ірландський полк протягом свого існування з 1992 року виконував обов'язки Полку оборони Ольстеру з підтримання порядку в Північній Ірландії. Також він проходив службу в Косово, Сьєрра-Леоне, Іраку та Афганістані. Є єдиним ірландським полком лінійної піхоти в армії Великої Британії.